# Асоциация (психология)
Асоциация е термин от психоанализата и в психологията, който Фройд е заел от учението за асоциациите през 19 век. Терминът е въведен от английския философ Джон Лок. Един от поддръжниците и изпитвалите този метод е Франсис Галтън, който разбира че като „асоциираните думи и идеи осветляват с поразителна точност основите на човешкото мислене“. Зигмунд Фройд смята, че когато пациентът асоциира, ще се появи един момент, в който несъзнателни, респективно потиснати мисли и чувства ще излязат замаскирани и ако психоаналитикът ги разчете, ще може да предостави своята интерпретация върху тях на анализирания и така да се отстрани изтласканото.